# Buenaventura de Arroyo Cerezo
Fray Buenaventura de Arroyo Cerezo (inscrito como Tomás Díaz Díaz, también conocido como Bonaventura d'Arroyo Cerezo), nació el 7 de marzo de 1913 en Arroyo Cerezo, aldea de Castielfabib en la provincia de Valencia (Comunidad Valenciana, España).

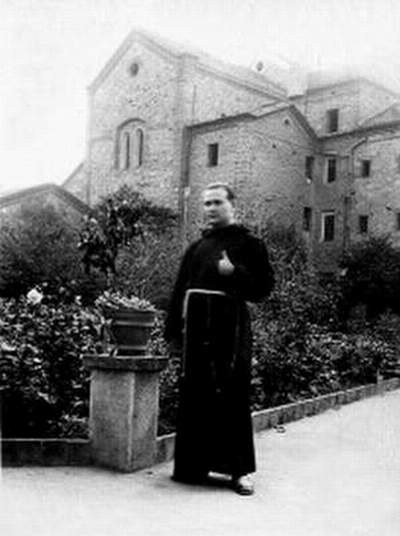
Fray Buenaventura de Arroyo Cerezo, capuchino de la Orden de Frailes Menores (OFMCcap) [Fotografía procedente del archivo familiar].

En los primeros momento de la Revolución Española, 25 de agosto de 1936 fue  fusilado en el barrio de La Sagrera, Barcelona.-

## Biografía
Según consta documentalmente, Tomás Díaz Díaz fue inscrito en el Registro Civil de la villa por su abuelo paterno Ventura Díaz, quien manifestó que el niño «nació en su propio domicilio á las diez y nueve horas del día anterior, 7 de marzo. Que es hijo legítimo de Francisco Díaz Martín y Francisca Díaz y Monleón, ambos de esta Villa y de veintisiete y veinticuatro años respectivamente». Todos sus abuelos procedían de Castielfabib, con la excepción de la abuela materna (María Martín Esteban), natural de la villa de El Cuervo (Teruel).-
Al poco de su nacimiento la familia de Tomás Díaz se trasla a Los Santos (Valencia), pedanía de Castielfabib en la que residió hasta los 13 años (1926), momento en que marchó a Barcelona, donde vivió humildemente junto a su padre. En los años veinte del pasado siglo XX el Rincón de Ademuz alcanzó su clímax poblacional, siendo a mediados de la década -tiempo coincidente con la Dictadura de Primo de Rivera- cuando muchos vecinos de la comarca emigraron a la ciudad en busca de mejores condiciones económicas para su vida.
Con apenas diecisiete años entra en el convento de capuchinos de Manresa, vistiendo sus hábitos el día 21 de septiembre de 1930, y haciéndose llamar desde ese momento «fray Buenaventura de Arroyo Cerezo» -nombre religioso que elige en homenaje a su abuelo materno y a su aldea natal-, profesando temporalmente en Arenys de Mar el 26 de septiembre de 1931. En mayo de 1936 recibió profesión solemne y las órdenes menores.
Por entonces se encontraba viviendo en el convento capuchino de Sarriá (Barcelona), estudiando el segundo curso de teología, y debido al inicio de la revolución, se refugió en un piso, donde fue arrestado por los milicianos, sin negar él su condición de religioso, y diciendo a sus captores -cuando le increparon para que entregara una cruz que portaba-: «Por la Cruz he entrado en la Orden y por la Cruz quiero morir».
La noche del 25 de agosto de 1936 fray Buenaventura de Arroyo Cerezo fue fusilado en el barrio barcelonés de La Sagrera gritando «¡Viva Cristo Rey!».

## Proceso de beatificación
El día 27 de marzo de 1957 aparece en el diario La Vanguardia Española la primera noticia referente al inicio de la beatificación, completándose con otra de día 12 de julio de 1958, en la cual se muestra el edicto del prelado para iniciar el proceso; sin embargo, el sumario cayó en el olvido, siendo resurgido por el Arzobispado de Barcelona en el año 2000.
El proceso de beatificación y martirio concluyó el día 5 de junio de 2015, cuando el papa Francisco recibió al cardenal Angelo Amato (prefecto de la Congregación para las Causas de los Santos) autorizando la promulgación de los decretos de martirio de 26 siervos de Dios de la Orden de los Frailes Menores Capuchinos, entre ellos fray Buenaventura de Arroyo Cerezo.-- Fray Buenaventura de Arroyo Cerezo fue ensalzado en la Catedral de Barcelona, el sábado 21 de noviembre de 2015:

«El acto de beatificación comenzó a las 11:30 horas, fue presidido por el cardenal Angelo Amato -prefecto de la Congregación para las Causas de los Santos-: la misa fue concelebrada por el cardenal arzobispo, Lluis Martínez Sistach, y contó con la presencia de sobrinos y sobrinos-nietos del royano. Junto con fray Buenaventura fueron beatificados otros veinticinco religiosos compañeros suyos, [...] asesinados en el mismo momento histórico».
Fray Buenaventura de Arroyo Cerezo, Capuchino de Castielfabib beatificado, Alfredo Sánchez Garzón

## Placa de homenaje
La «Asociación Cultural San Marcos» de Los Santos (Valencia) colocó en la fachada de la casa donde vivió Tomás Díaz Díaz (calle del Remedio de Los Santos, Castielfabib) un plafón cerámico en homenaje a fray Buenaventura de Arroyo Cerezo -dice el texto-:

En este lugar vivió desde 1913 a 1926 el/ Beato/ Buenaventura de Arroyo Cerezo/ Tomás Díaz Díaz/ (Arroyo Cerezo (Valencia) 31/III/1913-Barcelona 25/VIII/1936/ Beatificación el 21/XI/2015/ Asociación Cultural San Marcos - Los Santos (Valencia), 2017

## Galería

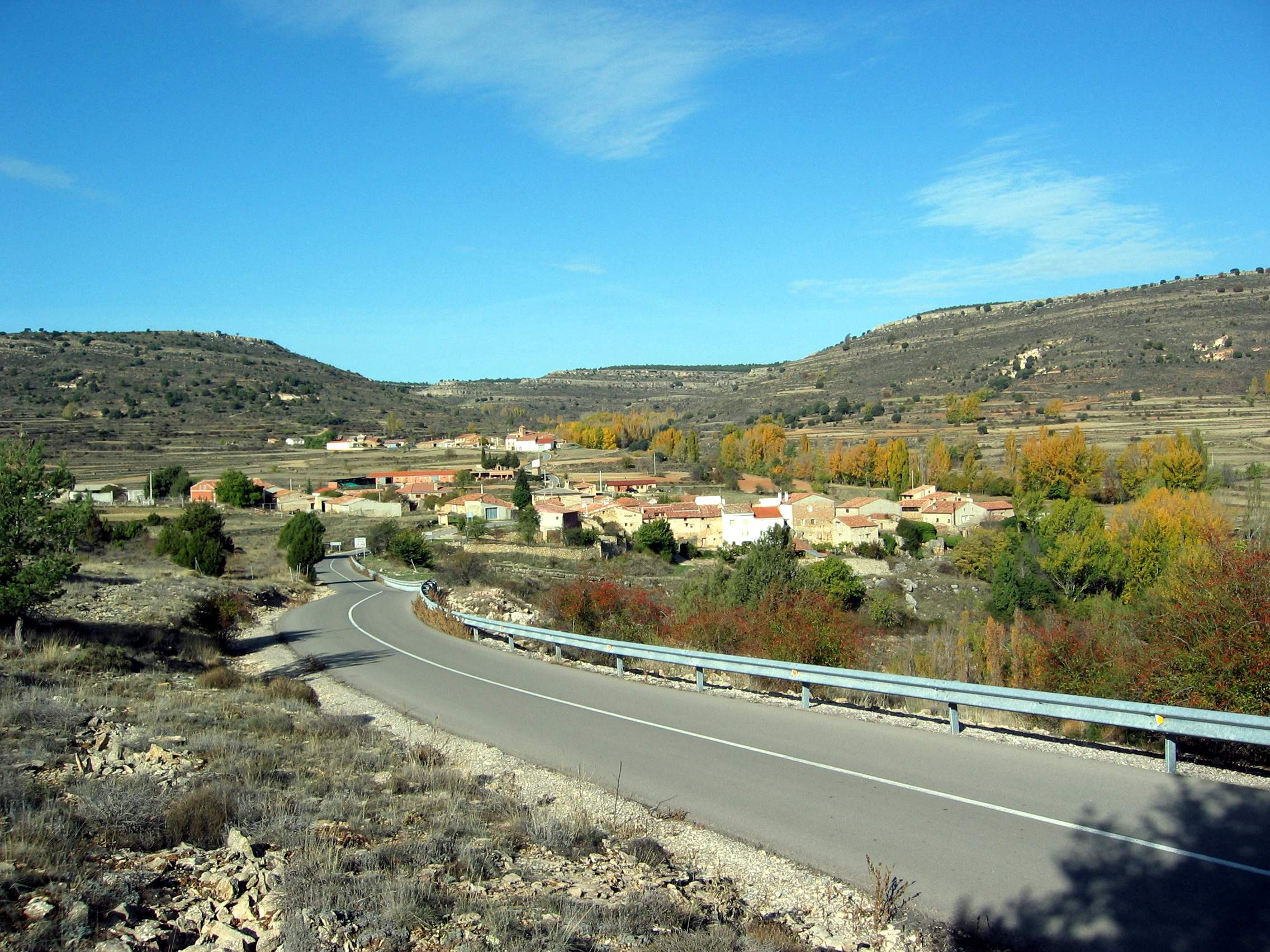
Vista parcial de Arroyo Cerezo, Castielfabib (Valencia), desde la CV-483, con detalle de la «Muela del Royo» al fondo, otoño 2016.
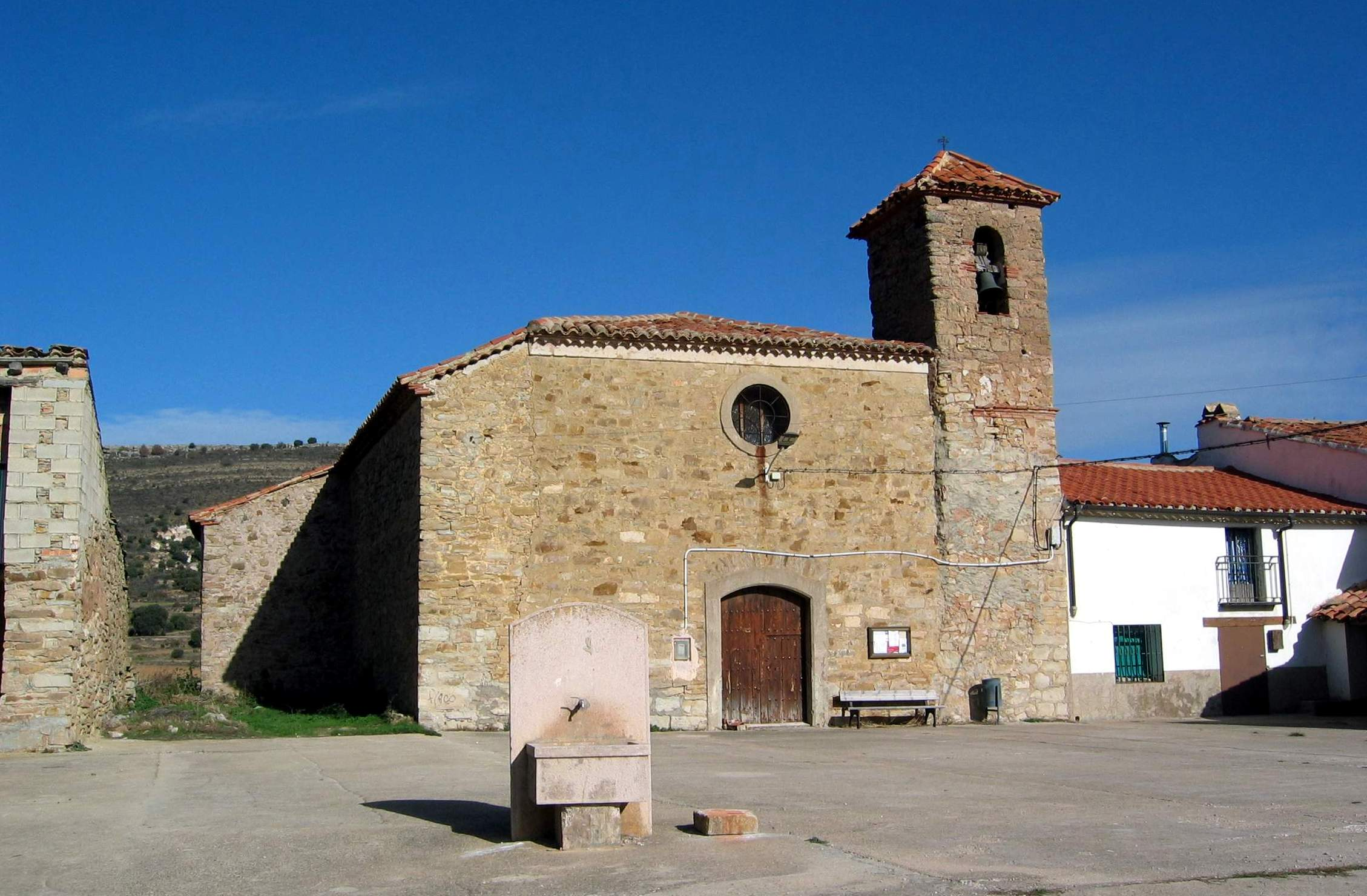
Vista frontal (meridional) de la iglesia parroquial de Arroyo Cerezo, Castielfabib (Valencia), donde debió ser bautizado el niño 'Tomás Díaz Díaz.
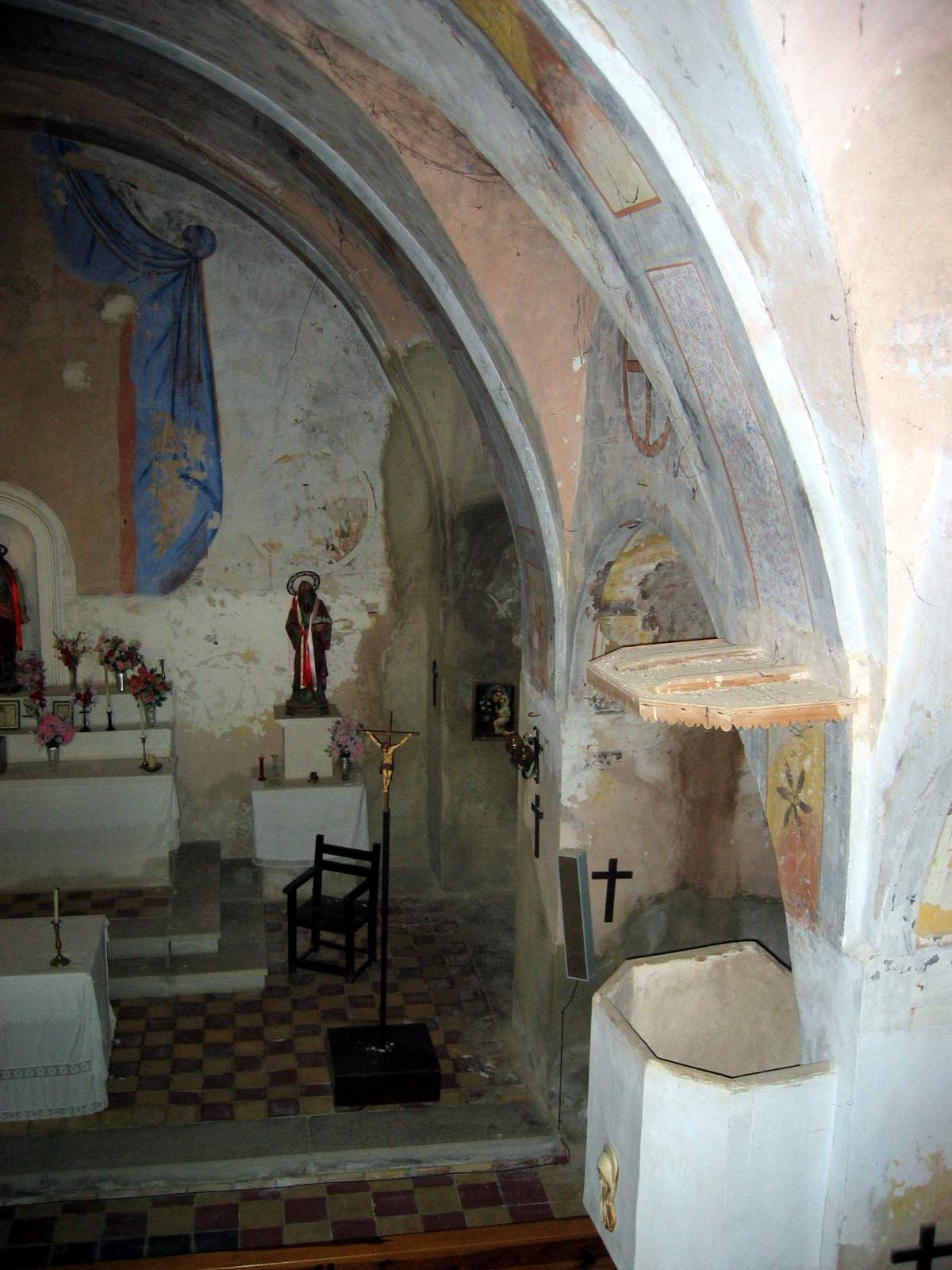
Detalle de capillas del lado de la epístola con púlpito y tornavoz en la iglesia parroquial de Arroyo Cerezo, Castielfabib (Valencia), desde el coro, año 2013.
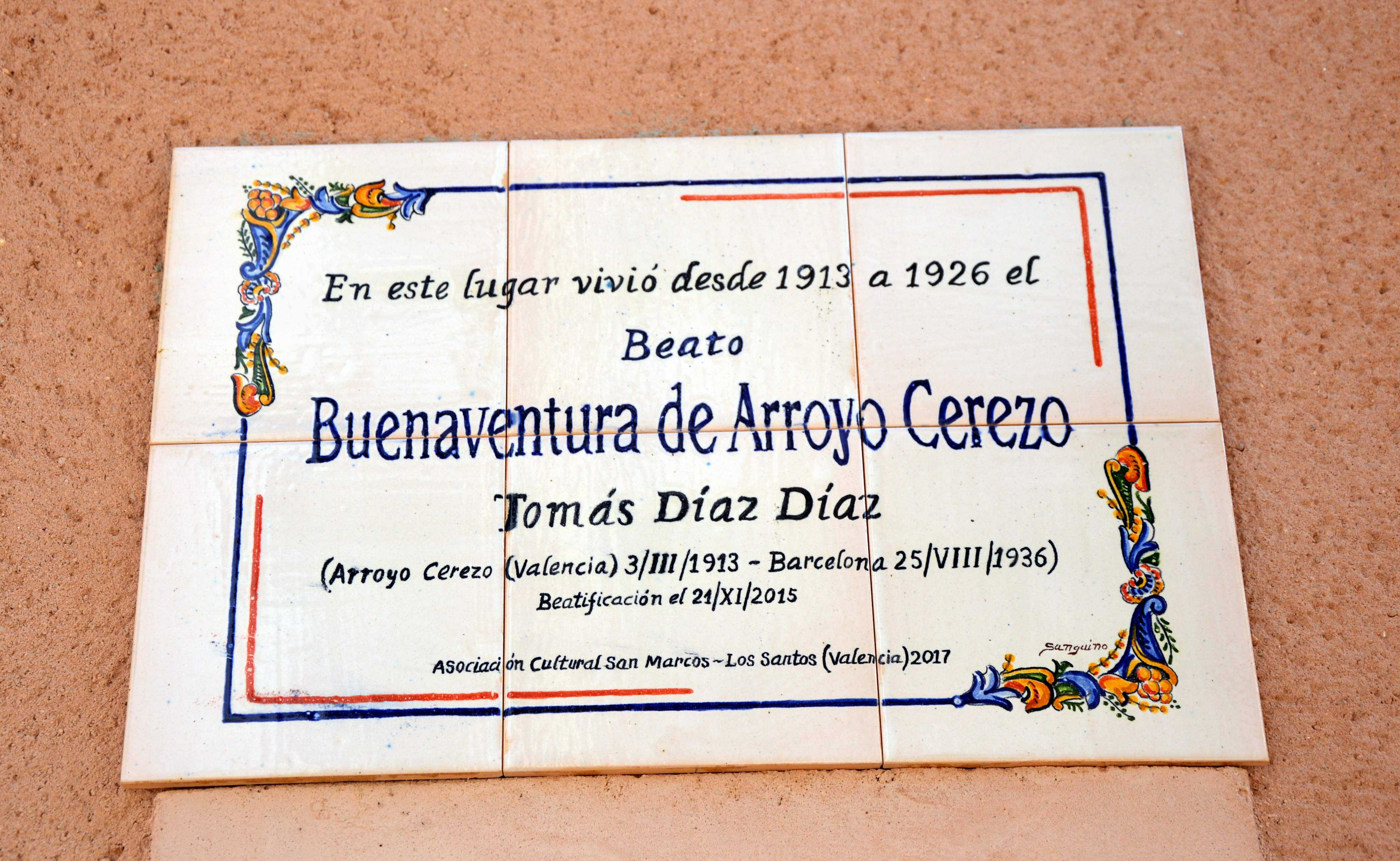
Detalle de la placa cerámica en homenaje a fray Buenaventura de Arroyo Cerezo, colocada en la fachada de la casa de Los Santos (Castielfabib, Valencia) donde vivió de niño (2018).
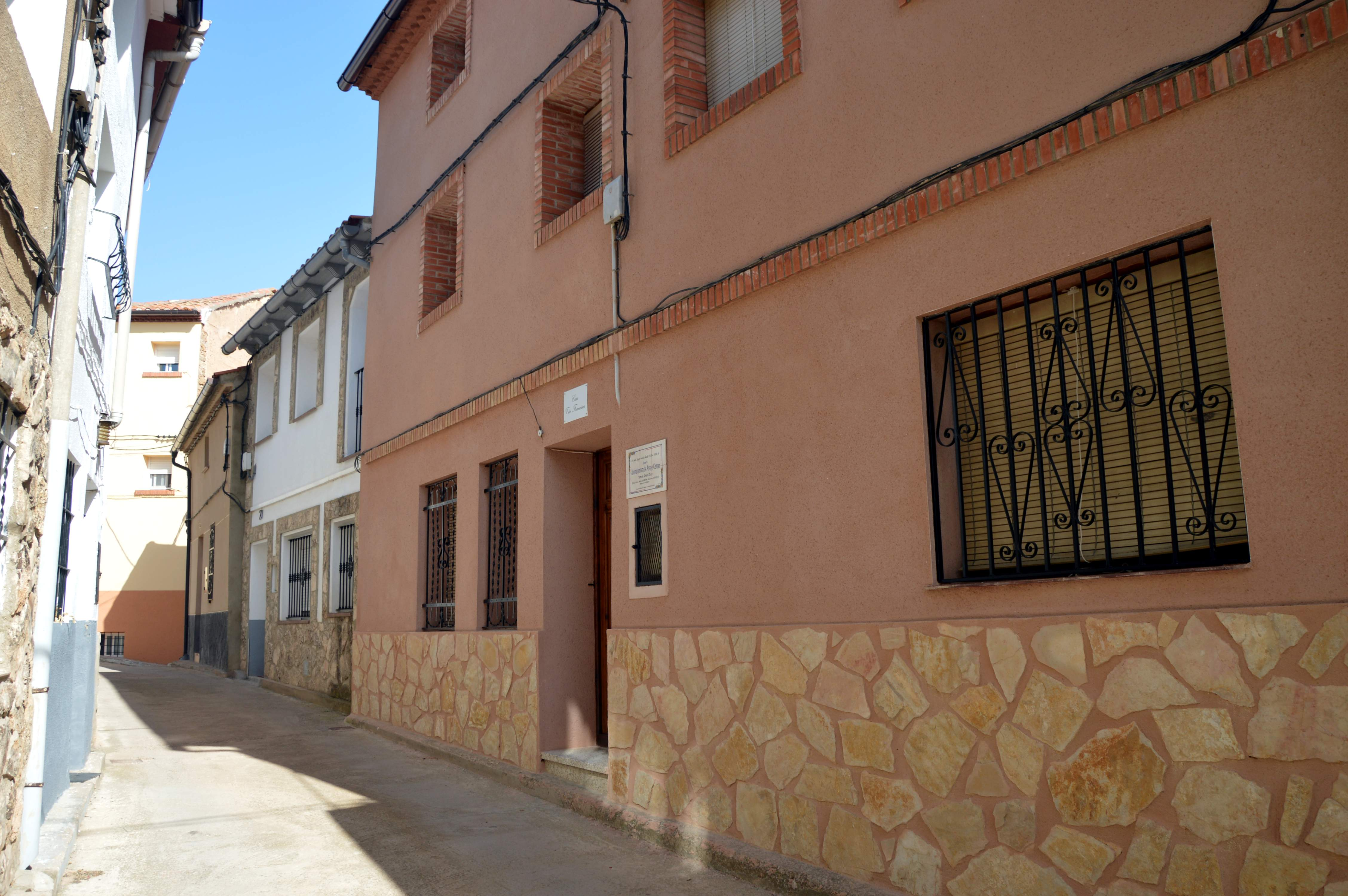
Detalle de la fachada de la casa de Los Santos (Castielfabib, Valencia), donde residió fray Buenaventura de Arroyo Cerezo vivió de niño (2018).
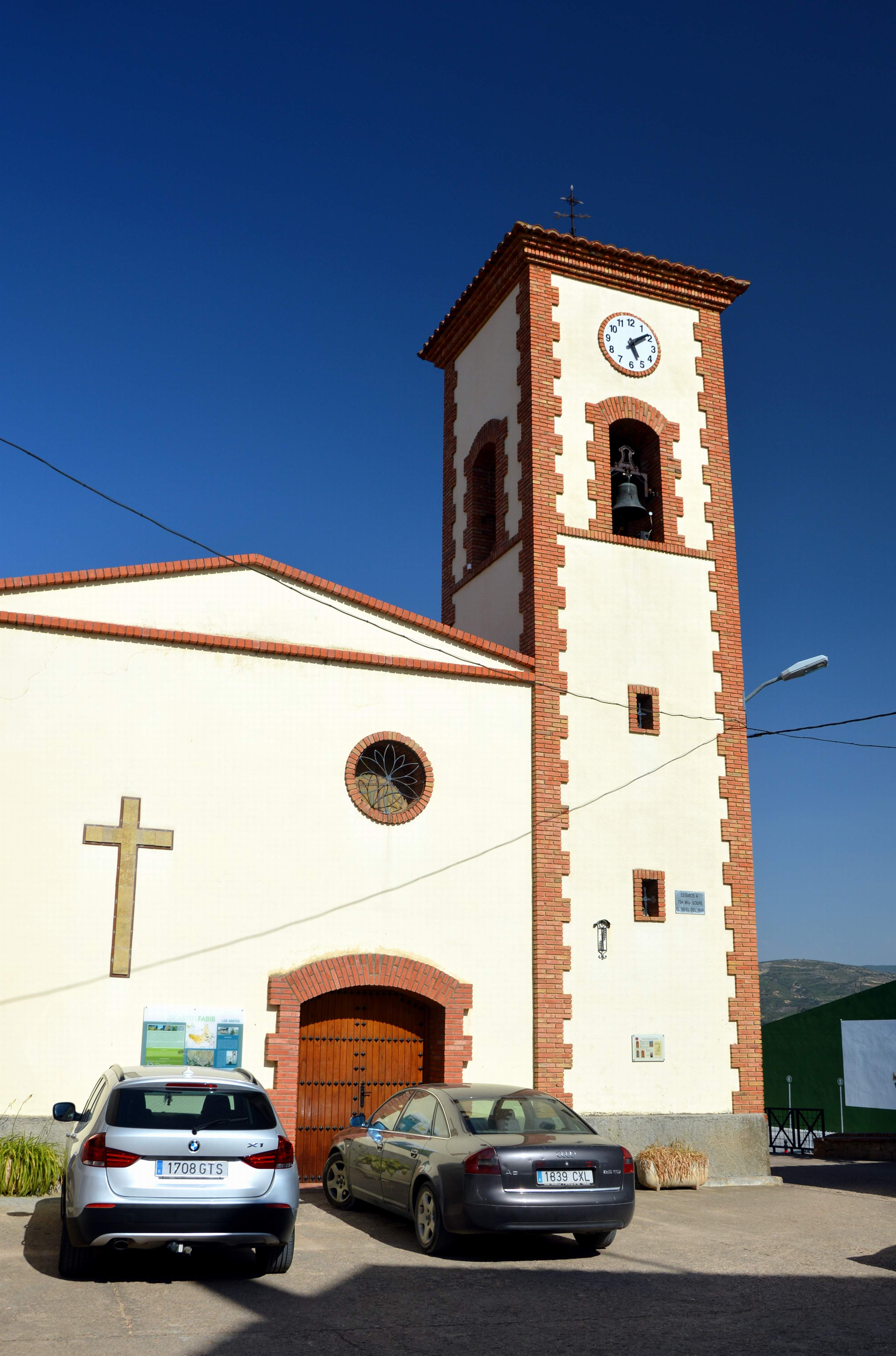
Fachada principal (occidental) de la iglesia de San Marcos en Los Santos (Castielfabib, Valencia), 2018.